# Gery Bavetta
Gery Bavetta (Ribera, 2 gennaio 1988) è un thaiboxer e kickboxer italiano.
È stato campione italiano Amatoriale Kombat League, campione mondiale amatoriale Kombat League, e due volte campione italiano professionisti Kombat League, all'apice della sua carriera è stato nel ranking mondiale World Boxing Council Muay Thai alla 16ª posizione a livello mondiale nella propria categoria. 
È attualmente fuori dalla competizioni dal 2018 e vantava di essere imbattuto in Italia e numero 1 nella sua categoria (53 kg).
Raggiunse l'apice della sua carriera nel 2015.

## Carriera
Inizia la propria carriera a 16 anni presso la Combat Gym del maestro Ninni Ruvolo, dove pratica per lo più K-1, ma inizia ad appassionarsi a livello amatoriale alla Muay Thai. Nel 2007 si sposta in Thailandia, a Pattaya, insieme all'amico pugile Alfonso Vella, dove si allena nel camp Pattaya Kombat Gym dell'italiano Christian Daghio.
Ritorna in Thailandia nel 2008, nel Camp gestito dal gruppo OneSongchai, dove lo allena un ex campione del Lumpinee Stadium, Yod Buangarm, che lo porta nel camp "Luk Barn Yai", dove si allena e risiede per alcuni mesi.
Al ritorno in Italia si allena con il M° Massimiliano Cacciato presso la Universal Gym di Racalmuto. Dopo altri 2 viaggi di studio in Thailandia, inizia i suoi primi match amatoriali nella Federazione Kombat League, vincendo a Potenza Picena il titolo italiano MTA Kombat League. Bavetta vince in seguito il titolo italiano professionisti Kombat League a Racalmuto. Vince poi a Tivoli il titolo Mondiale MTA Kombat League OneSongchai.
L'11 settembre 2010 fa il suo debutto nel professionismo, a Birmingham contro l'inglese Damien Trainor. Negli anni successivi prenderà parte in Thailandia alla King's Cup, e si allenerà presso il Luk Barn Yai e il Sitsonpeenong.

## Impegno politico
Dedito anche all'impegno politico, è membro e militante del Partito Comunista.
Nel 2022 si è candidato con la lista Italia Sovrana e Popolare sia alle elezioni regionali siciliane (circoscrizione di Agrigento) sia alle elezioni politiche (collegio uninominale Sicilia 1 - U05).

## Titoli
- Campione Italiano Amatoriale Kombat League
- 2 volte Campione Professionisti Kombat League
- World Champion OneSongchai Amateur Kombat League